# Новомихайловська волость (Краснинський повіт)
Новомихайловська волость — історична адміністративно-територіальна одиниця Краснинського повіту Смоленської губернії з центром у селі Новомихайловське.
Станом на 1885 рік складалася з 26 поселень, 18 сільських громад. Населення — 3571 особа (1772 чоловічої статі та 1799 — жіночої), 466 дворових господарств.
|                     | Площа, десятин | У тому числі орної, дес. |
| ------------------- | -------------- | ------------------------ |
| Сільських громад    | 4911           | 3911                     |
| Приватної власності | 12281          | 2069                     |
| Іншої власності     | 138            | 93                       |
| Загалом             | 17360          | 6073                     |

Найбільші поселення волості станом на 1885:
- Новомихайловське — колишнє власницьке село за 25 верст від повітового міста, 86 осіб, 14 дворів, існували православна церква, школа. За 3 версти — православна церква. За 4 версти — винокурний завод.
- Колесніки — колишнє власницьке село, 179 осіб, налічувалось 25 дворових господарств, існувала православна церква.